# 亚历山大·瓦西里耶维奇·沃罗比约夫 (1954年)
亚历山大·瓦西里耶维奇·沃罗比约夫（羅馬化：Aleksandr Vasil'yevich Vorob'yov；1954年5月27日—）是俄罗斯政治人物，第七届国家杜马议员。1995年至2016年间，他也担任第一届至第五届莫尔多瓦共和国国家议会议员。